# ブルース・バビット
ブルース・エドワード・バビット（Bruce Edward Babbitt、1938年6月27日 - ）は、アメリカ合衆国の弁護士・政治家である。1978年から1987年まで第16代アリゾナ州知事を、1993年から2001年までビル・クリントン政権で第47代内務長官を務めた。

## 若年期と初期のキャリア
バビットは、1938年6月27日にアリゾナ州フラッグスタッフで生まれた。生家はカトリックを信仰する名家で、フラッグスタッフにデパート、アリゾナ州北部に牧場、インディアンとの交易所などを所有していた。
バビットはノートルダム大学を卒業した後、マーシャル奨学金でイギリスのニューカッスル大学に留学し、その後ハーバード・ロー・スクールで法務博士号を取得した。
バビットは、『スコッツデール・デイリープログレス』紙の弁護士として、発行者のジョナサン・マーシャルと協力して「オープンミーティング法案」を作成し、後にアリゾナ州法として成立した。

## 政界でのキャリア

### アリゾナ州

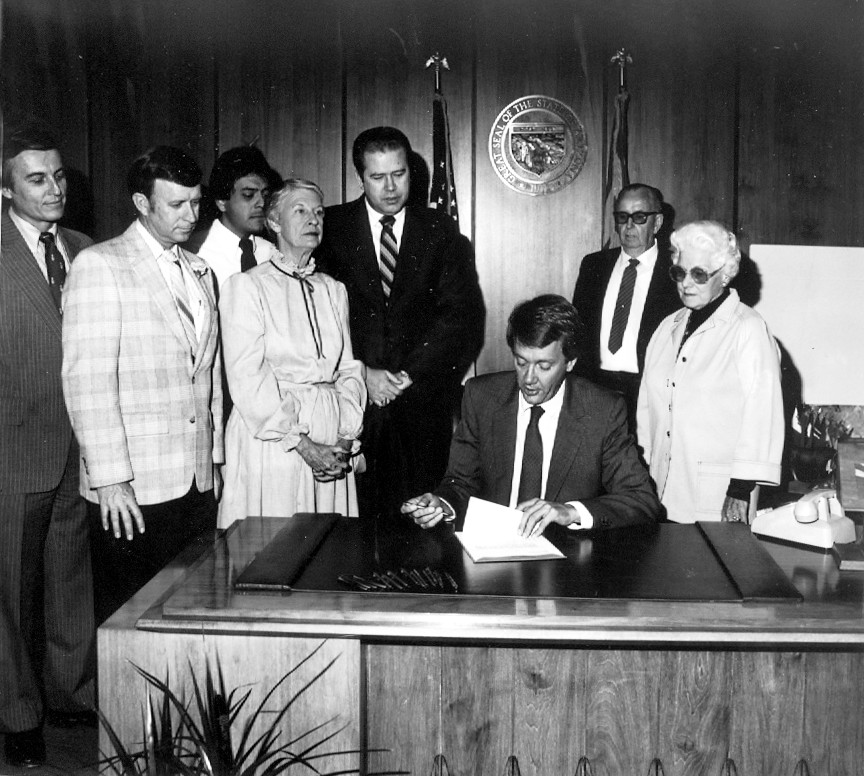
アリゾナ州フェニックスの知事室で法案に署名するバビット

1974年11月のアリゾナ州司法長官選挙で、共和党の現職のN・ワーナー・リーを破り当選した。

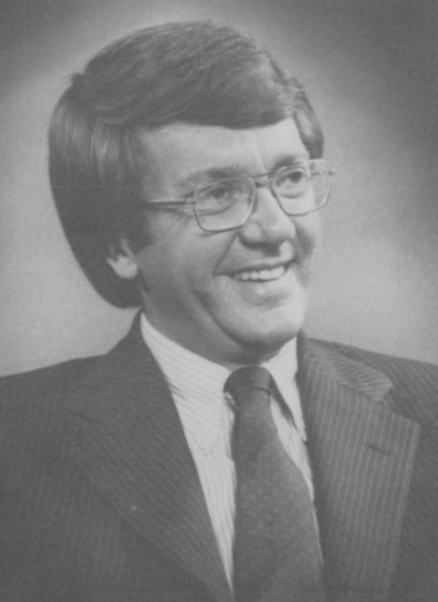
知事在任中のバビット

1978年3月4日、州知事のウェズリー・ボーリンが在任中に死去した。アリゾナ州は副知事を置いていないため、州知事の継承順位第1位は州務長官となる。しかし、当時の州務長官のローズ・モフォードはボーリンからの任命により就任しており、州知事に昇格するためには選挙により選出される必要があるため、モフォードは知事になることができなかった。そのため、継承順位第2位の州司法長官であるバビットが州知事に昇格し、翌年1月までの残任期間を務めることになった。同年に行われた州知事選挙に当選し、1982年に再選された。3期目となる1986年の選挙には出馬しなかった。
在任中は税制改革、医療、水管理などに注力した。1982年、暴行罪でコチセ郡の保安官に逮捕されたキリスト・ミラクル・ヒーリング・チャーチ・アンド・センターのメンバーの釈放を同教団の指導者が求め、その交渉にバビットが介入した。この教団は爆弾製造にも関与しており、同年末に起こったミラクルバレー銃撃戦で中心的な役割を果たした。1983年、アリゾナ州モレンシで起きたフェルプスドッジ社の鉱山におけるストライキに対し、バビットは州兵を派遣した。
1986年、アリゾナ州選出の連邦上院議員バリー・ゴールドウォーター（共和党所属）が引退を表明し、その後任を決める選挙に、共和党のジョン・マケイン下院議員に対抗して民主党からはバビットが出馬するという観測が流れた。バビットは急遽記者会見を開き、1988年の大統領選挙に出馬するため上院議員選挙には出馬しないと発表した。

### 国政への関与
1979年、ジミー・カーター大統領はバビットを、同年3月にペンシルベニア州のスリーマイル島原子力発電所で発生した事故について調査する委員会の委員に任命した。
1980年の大統領選挙において、バビットは民主党全国大会で演説を行った。この大会では、現職のカーターが民主党の大統領候補に指名された。バビットは1985年に設立された民主党指導者評議会の創設メンバーの一人だった。
バビットは1988年の大統領選挙への出馬を表明し、記録的な財政赤字を是正するための消費税の導入を公約に掲げた。バビットはマスコミの注目を集めたが、初戦のアイオワ州での党員集会やニューハンプシャー州の予備選挙で上位に入らず、選挙戦から脱落した。

### 内務長官

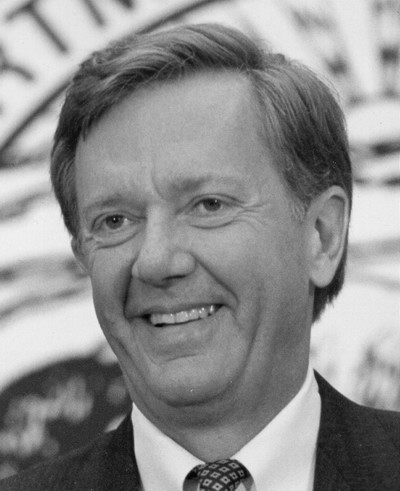
内務長官在任時のバビット（1993年）

1988年から1992年まで自然保護有権者同盟の代表を務めた。その後、1993年1月から2001年までの8年間、ビル・クリントン政権下で内務長官を務めた。
ジョン・D・レシーによれば、内務長官在任中のバビットの最も大きな功績は、環境回復の提唱である。バビットは、絶滅の危機に瀕する種の保存に関する法律(ESA)に基づく生物多様性の保護のための支援体制の構築や、連邦公有地における景勝地や歴史的地域の保護に取り組んだ。2000年には15の国定公園と14の国定保護地域からなる国定保全地域を制定し、土地管理局が「健全で開放的で野生のまま」の状態を維持することと定めた。
当時、公有地内で牛を飼っている牧場主に課される料金が低すぎることが問題になっていた。公有地における1動物単位の月当たりの料金(AUM, animal unit month)はわずか1.35ドルで、1983年の民有地における一般的な料金よりも遥かに低かった。数百万エーカーの公有地で少数の大企業が牛を飼っており、事実上、連邦政府が大企業に補助金を出しているような状態だった。バビットはこの料金を引き上げようとしたが、西部各州選出の議員により阻止された。
1993年6月、バイロン・ホワイト最高裁判事が引退を表明し、クリントン大統領はその後任にバビットを指名することを検討した。しかし、バビットの環境問題への取り組みから、バビットは引き続き内務長官を務めることとなり、ホワイトの後任にはルース・ベイダー・ギンズバーグが指名された。1994年にハリー・ブラックマンが最高裁判事を引退するときにもバビットの指名が検討されたが、スティーブン・ブライヤーが指名された。ブライヤーはテッド・ケネディ上院議員に近く、上院で絶大な支持を得ていたためである。
1998年、バビットが政治献金の見返りにウィスコンシン州でのインディアン・カジノの免許の交付を拒否したという疑惑について、連邦議会で偽証したとして連邦大陪審の調査の対象となった。これはワンパムゲート事件と呼ばれている。翌年に発表された特別検察官による最終報告で、バビットの疑惑は晴れた。

## 退任後

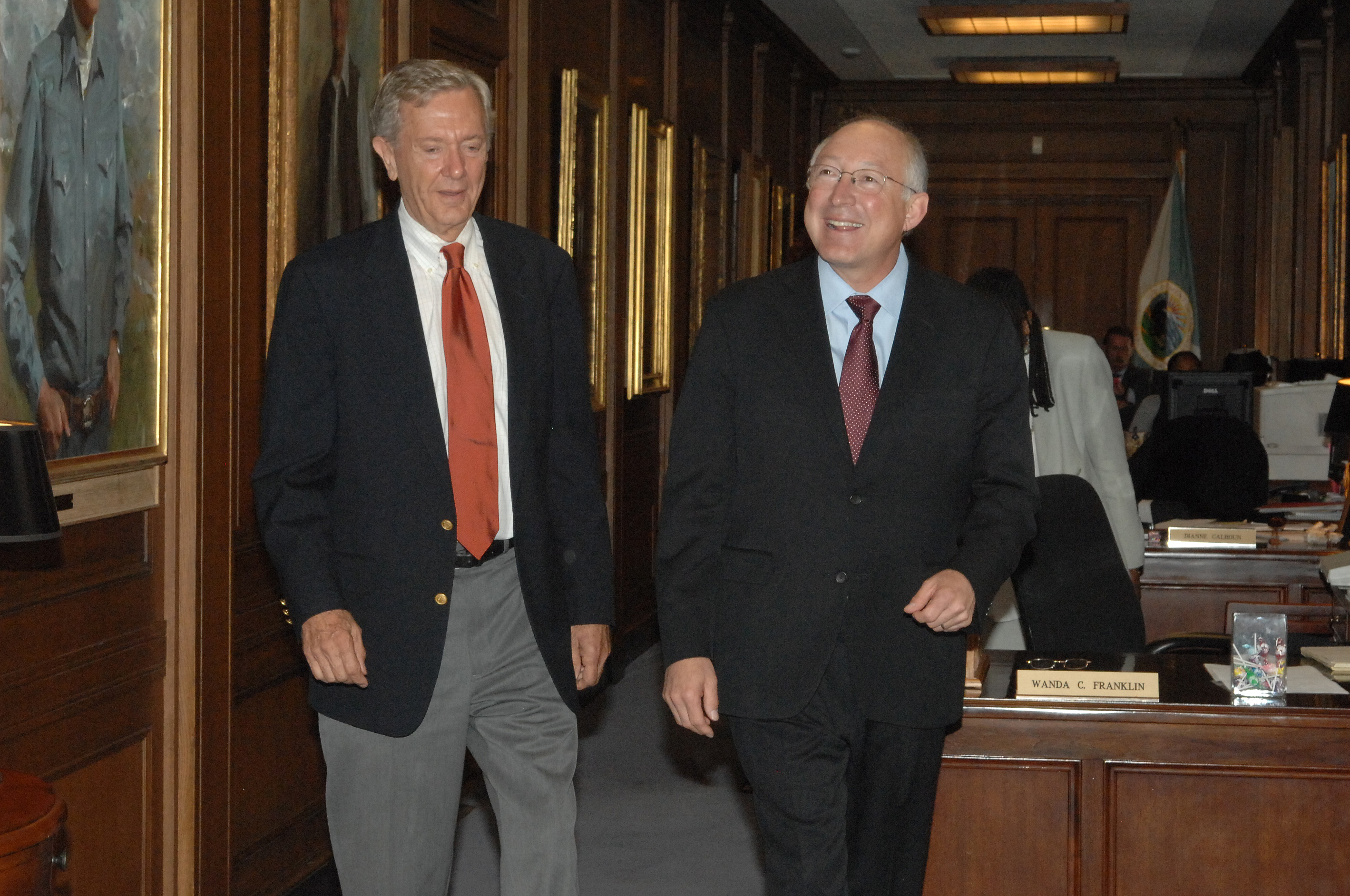
バビットと当時の内務長官ケン・サラザール（2009年、ワシントンD.C.の内務省庁舎にて）

内務長官退任後は、国際的な法律事務所であるレイサム&ワトキンズ法律事務所に所属し、環境訴訟部門の主任弁護士となった。バビットは同事務所に在籍中、海岸付近での大規模開発を行う2つのプロジェクトを担当し、環境保護主義者からの批判を受けた。また、バビットが代表を務めたスキーリゾートのアリゾナ・スノーボウルで、廃水を利用した人工雪施設を導入しようとしたことで、環境保護主義者やネイティブアメリカンのグループからの批判を受けた。一方で、バビットは世界自然保護基金(WWF)事務局の受託者を務めていた。また、アマゾンの生物多様性の保全を目的とするアマゾン保全協会の理事を2009年から務めている。
2012年まで外交問題評議会のメンバーだった。

## 私生活
1968年にハリエット・クーンズ（通称 ハリー）と結婚した。ハリーはアリゾナ州とワシントンD.C.で弁護士として活動し、クリントン政権下において1993年から1997年まで米州機構大使を、1997年から2001年まで国際開発庁副長官を務めた。